# دونگا توپونیتسا (نیش)
دونگا توپونیتسا (به صربی: Donja Toponica) یک منطقهٔ مسکونی در صربستان است که در نیش واقع شده‌است.